# Дубочки (железнодорожная платформа)
Дубо́чки — железнодорожный остановочный пункт Октябрьской железной дороги на линии Санкт-Петербург — Калище. Находится в Ломоносовском муниципальном районе Ленинградской области.

## История
Станция открылась в 1929 году.

## Описание
При железнодорожной станции находится одноимённый посёлок, относящийся к Пениковскому сельскому поселению.
Платформа расположена рядом с одноимённым садоводством на берегу Финского залива Балтийского моря, рядом с шоссе Санкт-Петербург — Сосновый Бор.
Билетные кассы на платформе отсутствуют, однако помещение под них предусмотрено.

## Галерея

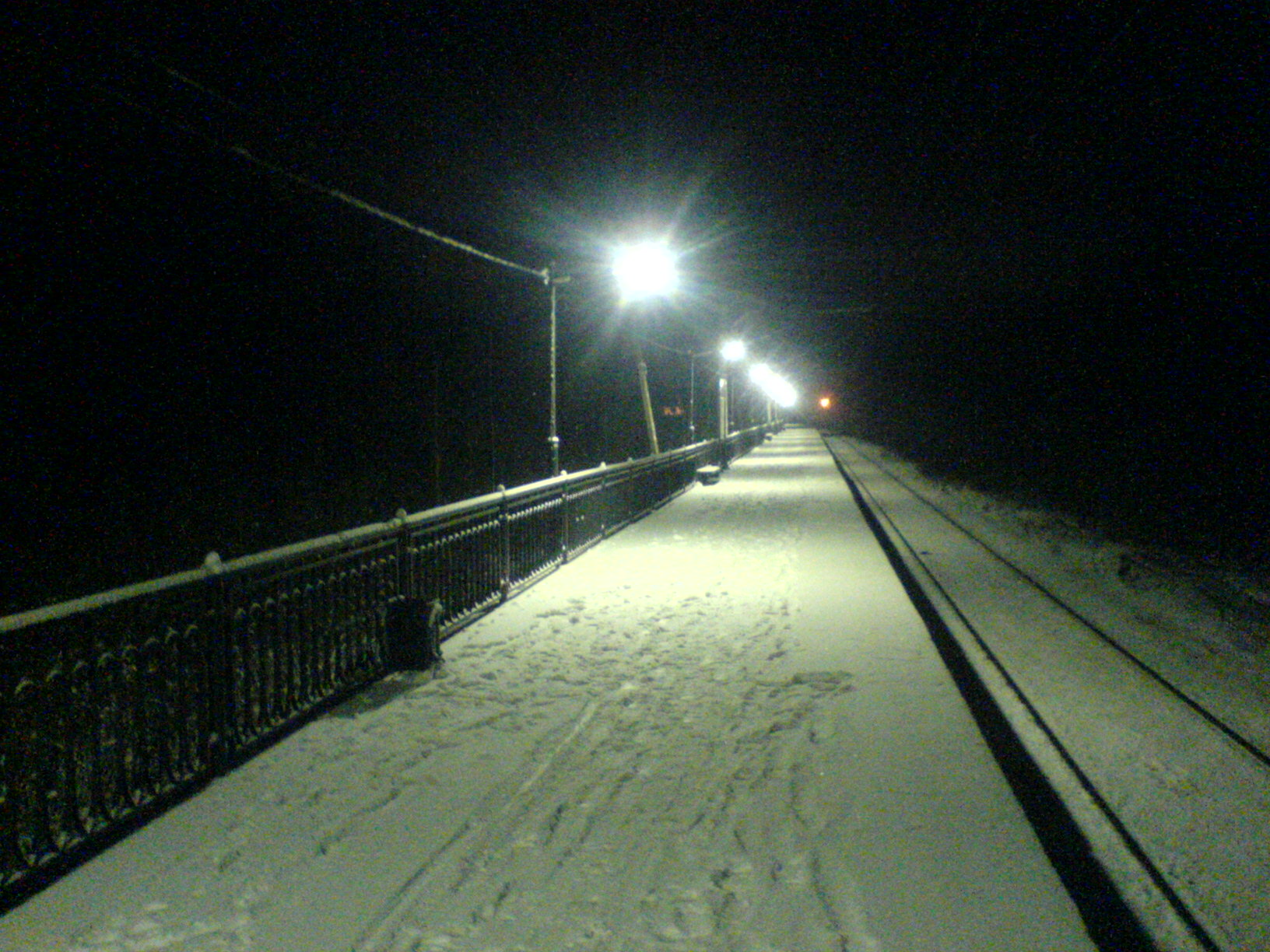
Вид платформы в сторону пл. Калище
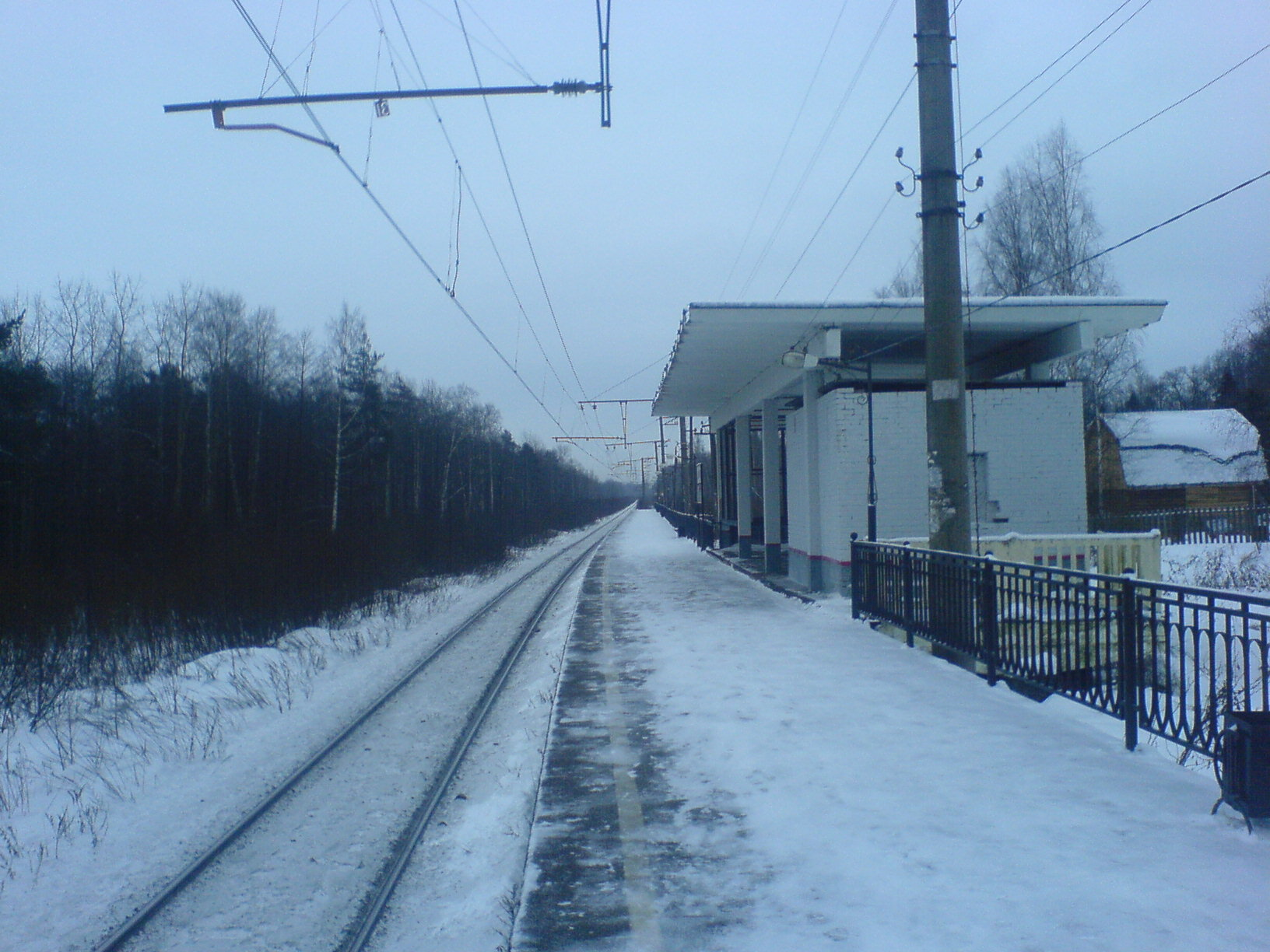
Вид платформы в сторону Бронки
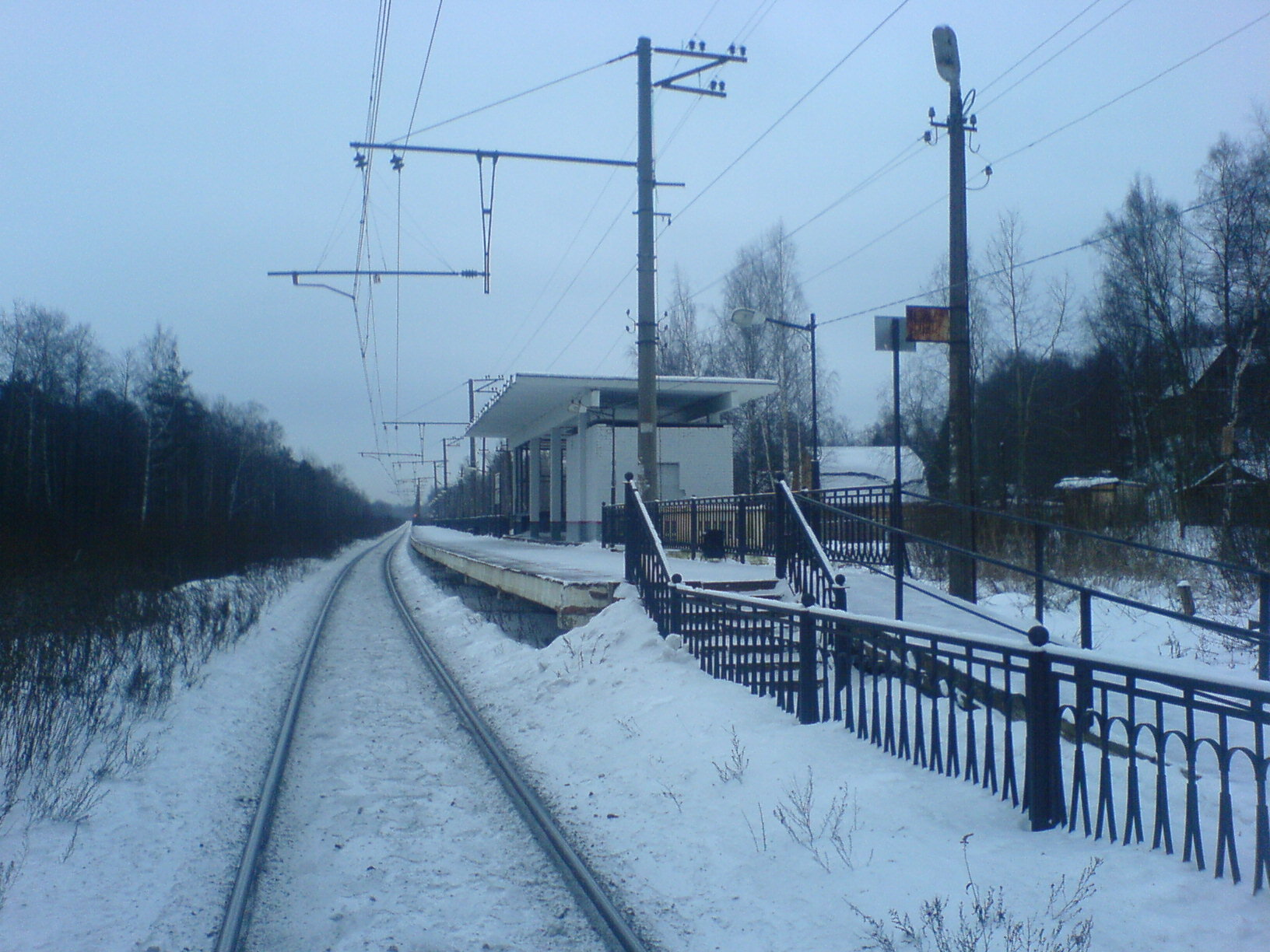
Вид платформы в сторону Бронки
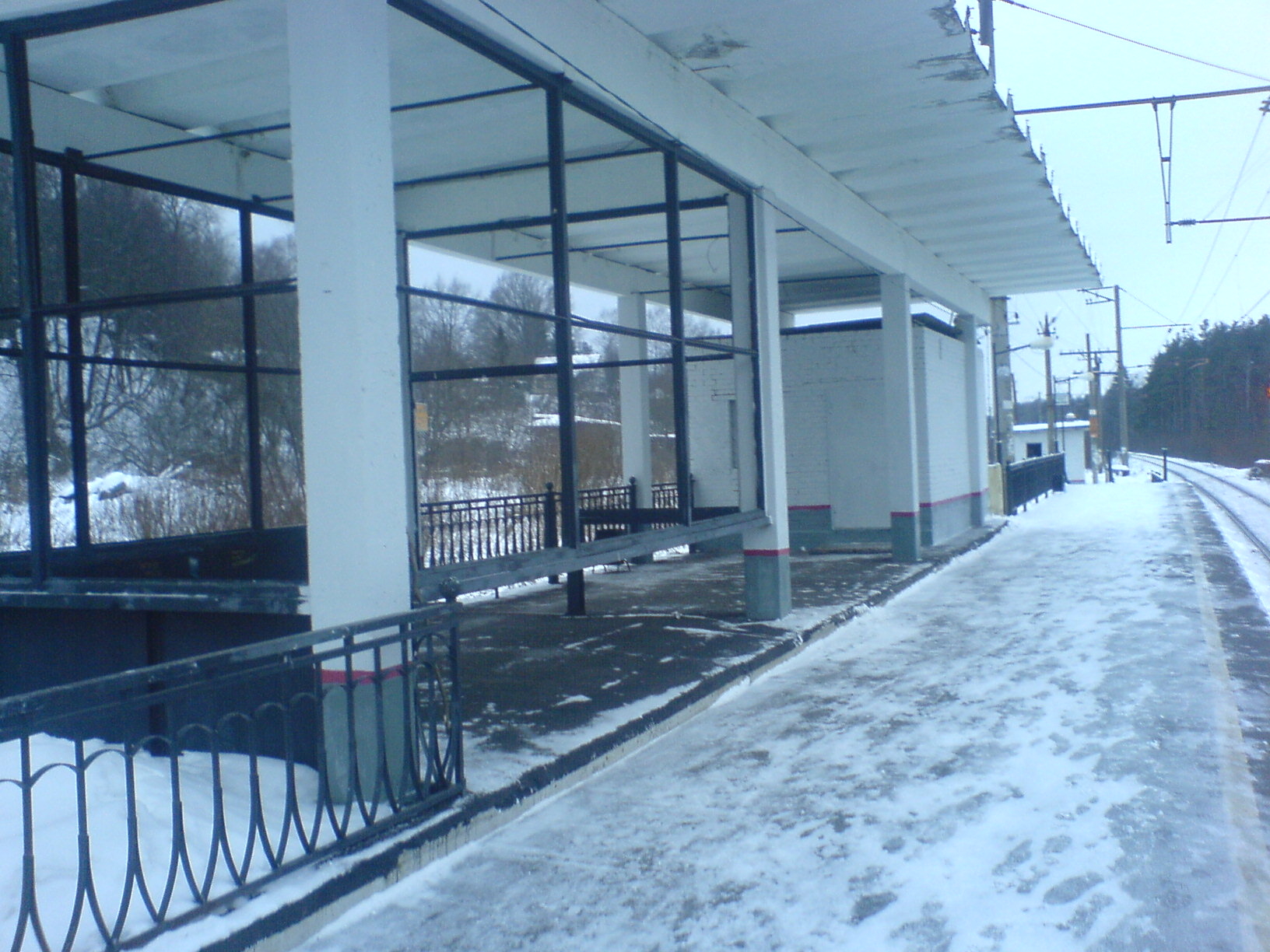
Билетная касса (недействующая) и зал ожидания для пассажиров
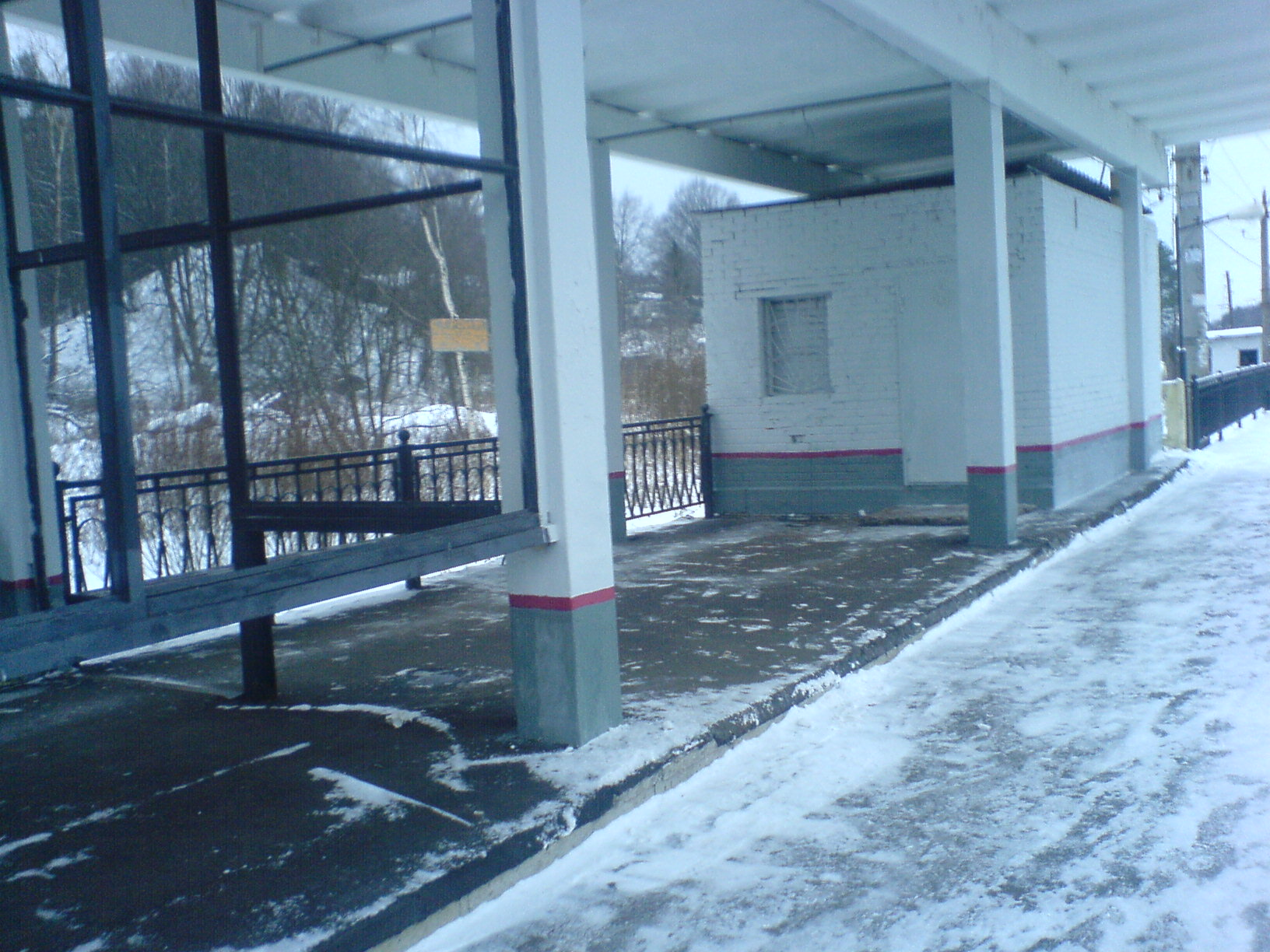
Билетная касса (недействующая) и зал ожидания для пассажиров